# شاهدخت مارگریت هلند
شاهدخت مارگریت هلند (انگلیسی: Princess Margriet of the Netherlands) (متولد ۱۹ ژانویه ۱۹۴۳) سومین دختر ملکه یولیانا و پرنس برنهارد است. او به خاطر نسبتش با پادشاه ویلم-الکساندر، عضوی از خاندان سلطنتی هلند به حساب می‌آید.

## تولد
خانواده او به خاطر اشغال نظامی هلند توسط آلمان نازی، در کانادا به سر می‌بردند. دولت کانادا، بخش زایمان بیمارستانی در اتاوا را که او قرار بود آن‌جا متولد شود، به طور موقت، خارج از مرزهای کانادا اعلام کرد تا او، بتواند حقش بر تاج و تخت هلند را حفظ کند. در چنین مواردی، این کار بسیار مهم محسوب می‌شد چراکه اگر نوزاد پسر می‌بود، می‌توانست وارث تاج و تخت باشد و برای این‌کار، مجبور بود متولد خاک هلند باشد.
در این مورد البته، از آن‌جا که قانون شهروندی هلند، اصل خون را معتبر می‌شمرد، این کار، لازم نبود اما چون دولت کانادا، اصل خاک را قانون می‌دانست، لازم بود بخش زایمان بیمارستان، متعلق به هلند باشد.